# Alex Glenn
Pour les articles homonymes, voir Glenn.

a Compétitions nationales et continentales officielles uniquement.

b Matchs officiels uniquement.
Alex Glenn, né le 31 juillet 1988, est un joueur néo-zélandais de rugby à XIII évoluant au poste de deuxième ligne dans les années 2000. En club, il fait ses débuts professionnels aux Brisbane Broncos en 2009.